# 奥特芬
奥特芬是德国巴伐利亚州的一个市镇。总面积21.16平方公里，总人口4591人，其中男性2324人，女性2267人（2011年12月31日），人口密度217人/平方公里。